# Leila Mustafa
Leila Mustafa   (Ar-Raqqà, 12 de setembre de 1988 - 25 de novembre de 2023) va ser una política kurda, copresidenta del consell civil d'Ar-Raqqà, entitat que fa les funcions d'ajuntament. L'any 2021 va guanyar el World Mayor Jury Award, atorgat anualment per la City Mayors Foundation.

## Biografia
Mustafa va estudiar Enginyeria Civil abans de la Guerra Civil siriana. El 2013, els rebels de l'Exèrcit Lliure de Síria i Jabhat Al-Nusra van prendre Ar-Raqqà abans de l'arribada d'Estat Islàmic l'any 2014, cosa que va provocar que Mustafa fugís amb la seva família, pagant als contrabandistes perquè els portessin a Al-Hasakah.
A finals del 2018, la corporació de ràdio i televisió estatunidenca CBS va informar que havia estat «escollida per un grup de líders comunitaris per a dirigir el nou consell civil, el més semblant a un batlle que hi ha a Ar-Raqqà». Abans de la caiguda d'Ar-Raqqà, el consell civil de la ciutat tenia la seu a Bozanê, a 50 km. al nord. Reuters va descriure el consell civil com «un equip divers codirigit pel líder tribal àrab Sheikh Mahmoud Shawakh al-Bursan, que porta túnica tribal, i l'enginyera civil kurda Leila Mustafa, vestida amb una camisa verda i texans».
L'ONU va estimar que el 80% dels edificis del municipi havien estat destruïts durant el conflicte i la ciutat estava plena de mines terrestres dispersades per Estat Islàmic. Mustafa va manifestar el seu desig de reconstruir la ciutat, però va reconèixer que era una tasca difícil sense més finançament internacional. «Estem lluitant per a rehabilitar la ciutat en la mesura de les nostres possibilitats, però ens enfrontem a molts desafiaments per a restablir els serveis bàsics a causa del nivell de destrucció massiva», va declarar a la revista The Intercept. Segons els informes, 150.000 persones van tornar a la ciutat des del final del control per part d'Estat Islàmic, però l'agost del 2018, els Estats Units d'Amèrica van anunciar que retallaven 230 milions de dòlars el finançament d'estabilització al nord de Síria. Mustafa va expressar que el consell civil havia reobert 200 escoles i 70 fleques.
Mustafa és partidària del líder empresonat del Partit dels Treballadors del Kurdistan (PKK) Abdullah Öcalan. El diari anglès The Times va informar que Mustafa va dir afirmar que «els pensaments del nostre líder, Abdullah Öcalan, van ser el factor clau en l'alliberament d'Ar-Raqqà».